# 맥라렌 MP4/12
맥라렌 MP4-12(영어: McLaren MP4-12)는 맥라렌의 포율러원 머신이다.